# Simon-teszt

## A teszt
A Simon-teszt egy egyszerű, fókuszált figyelmet mérő kognitív pszichológiai eljárás. A teszt fókuszált figyelmi teljesítményt mér, mégpedig különböző reakcióidő-mutatók formájában. A Stroop teszthez hasonlóan itt is mérhetőek a következő változók: 
- összes helyes válasz átlagos reakcióideje
- kongruens, illetve inkongruens feltételben produkált helyes válaszok átlagos reakcióideje.

A fókuszált figyelmi teljesítményt mérő ún. „Simon-hatás” a Stroop-hatáshoz hasonlóan az inkongruens és a kongruens ingerek reakcióidejének különbsége

## A Simon-hatás
- Azon alapszik, hogy a reakcióidők általában gyorsabbak, és a reakciók pontosabbak, ha az inger ugyanazon a helyen fordul elő, mint a válasz, még akkor is, ha az inger helye irreleváns a feladat szempontjából.
- J. R. Simon publikálta először a hatást az 1960-as években.
- Az információ feldolgozási modellhez hasonlóan, három része van a feldolgozási folyamatnak: inger azonosítás → válasz-szelekció → válasz végrehajtás.
- A Simon-hatásról eredetileg úgy gondolták, hogy beavatkozik a válasz-szelekciós folyamatba, hasonlóan a Stroop-hatáshoz.

## Az eredeti eljárás
Kétféle hangmagasságú hang (alacsony, magas) lejátszása fejhallgatón keresztül hol az egyik, hol a másik fülbe. A kísérleti személynek azt kell jelezni, hogy hallotta-e a hangot, attól függetlenül, hogy melyik fülben.
Jobb gomb az alacsony hangmagasságú hang, bal gomb a magas hangmagasságú.
Eredmények: a vizsgált személyek nem tudták figyelmen kívül hagyni a hang forrásának helyét → gyorsabban válaszoltak, ha az inger helye és a megfelelő gomb ugyanazon az oldalon voltak.

## Az eljárás
- Egy ingerre adott reakcióidőt méri a feladat.
- Az inger helyét figyelmen kívül hagyva jelezniük kell: a bal gombot kell lenyomni, ha kék, a jobb gombot ha zöld kör tűnik fel.
- Eredmények: gyorsabb a reakcióidő, ha a gomb és a színes kör ugyanazon az oldalon vannak => az emberek nem tudják figyelmen kívül hagyni az inger helyét!

## Magyarázat
- A reakcióidők között mért különbségeket a válaszszelekció és a döntéshozatal közötti interferencia okozza.
- Pl.:ha ugyanazon a helyen van a kör és a gomb, akkor ezen nem kell annyit gondolkodni.
- A folyamatban részt vesz a dorsolaterális prefrontális kéreg és az anterior cinguláris kéreg.